# Scena potentia
Scena potentia là một loài bướm đêm thuộc phân họ Arctiinae, họ Erebidae.